# Claude-François de Maillard
Pour les articles homonymes, voir Maillard.
 (novembre 2009).
Si vous disposez d'ouvrages ou d'articles de référence ou si vous connaissez des sites web de qualité traitant du thème abordé ici, merci de compléter l'article en donnant les références utiles à sa vérifiabilité et en les liant à la section « Notes et références ».
Claude-François Charles Marie de Maillart (ou Maillard) de Landreville, né le 23 juillet 1696 et mort le 11 juin 1768 en son château de Landreville), est un militaire français. 

## Biographie
Aîné des trois enfants de Charles-Claude de Maillart de Landreville et de Madeleine de Vassinhac d'Imécourt, il devient le premier Marquis de Landreville et est honoré du Grand cordon rouge par le roi Louis XV après les campagnes de 1761 et 1762 dans lesquelles il s'était distingué. Il est aussi seigneur de Landres, de Landreville, de Nouart, de Bayonville, de Cièrges, de Sivry-les-Buzancy, de Villefranche, de Chennery, d'Andevanne et de Launoy. 
Il eut une glorieuse carrière militaire. Volontaire au régiment de Chepy en 1708, capitaine de cavalerie au régiment de Lénoncourt le 3 mars 1711 puis major le 24 avril 1722, exempt des gardes du corps le 1er avril 1729, rang de mestre de camp de cavalerie le 22 décembre 1731, il est fait aide-major d'une compagnie des gardes du corps le 4 août 1743 et puis brigadier des armées du roi (2 mai 1744 et 13 juin 1744), enseigne de sa compagnie (16 janvier 1747) puis maréchal de camp (1er janvier 1748), lieutenant général des armées du roi (1er mai 1758), second lieutenant de la compagnie du roi (9 avril 1760) puis chef et lieutenant de brigade de la 3e compagnie française des gardes du corps du roi jusqu'en 1762.
En 1760, il est capitaine dans le régiment de dragons d'Apchon et il est blessé le 11 août de la même année dans une rencontre avec l'ennemi près de Ober-Lfingen. Il quitta les gardes du corps en mai 1762. Chevalier et grande croix de l'ordre royal et militaire de Saint-Louis en 1762. 
Il devient premier gentilhomme et grand chambellan de la chambre du feu Stanislas 1er de Leszcynski, beau-père du roi Louis XV, roi de Pologne et duc de Lorraine et de Bar, le 6 octobre 1750.
En 1724, il demeurait pendant un certain temps au Château de Launois pour revenir en son château de Landreville dès 1739.
En 1764, il rachète à Nicolas Bernier et à la mère de sa femme Ursule Aubry (fille de Anne de Gilet) 1/80e de la seigneurie de Sivry-Les-Buzancy qui avait été saisie féodalement le 22 juin 1762. 
Doyenné de Grandpré, il épouse en premières noces à Metz paroisse Saint-Sulpice le 24 avril 1724 (ou 22 janvier 1721 selon Woelmont de Brumagne), Marie Angélique de Ravaulx (ou Ravault) née vers 1700.
Assisteront au mariage : Jean Charles Bernard de Maillard de Gruyères (son frère), Claude Innocent de Maillard d'Hozémont (son demi-frère, fils de Louis-François et de Madeleine de Vassinhac sa mère), Nicolas de Beauvais (père de la future épouse de son demi-frère Louis-François), Benjamin de Flavigny et son père Louis de Flavigny (future parrain de son premier fils Louis-Claude).
Il eut sept enfants de son premier mariage avec Marie Angélique de Ravaulx puis trois autres de son second mariage avec Marguerite Claude Marie de Graffeuil qu'il épouse le 21 janvier 1753 à Oloy (Ardennes) en la présence de son fils aîné eu du premier mariage, Jean-Baptiste. Mme de Graffeuil est dame de Mont-Saint-Martin, née le 14 août 1705, fille de Antoine Claude de Graffeuil (né le 25 novembre 1676 à Mont-Saint-Martin et décédé en 1742) et de Barbe Angélique de Ravaulx (née le 28 novembre 1675 à Launois et décédée le 12 avril 1725 à Mont-Saint-Martin), tous deux mariés le 28 novembre 1702 à Launois.
La dispense de parenté de Jean-Baptiste en faveur de Claude-François de Maillard et de Marguerite Claude de Graffeuil sera signée le 13 octobre 1752. Claude-François, par sa seconde femme, devient donc aussi vicomte de Mont-Saint-Martin comme de son château.
Les deux époux sont inscrits le 7 septembre 1758 comme parrain et marraine de la cloche de l'église de Cièrges (Meuse).
Il décède le 11 juin 1766 ou le 11 juin 1768 selon les historiens.
Du premier mariage, il aura : Hermenigilde Charlotte, Louis Claude (jumeau de Jean-Baptiste), Benjamin Jean Claude (meurt jeune), Madeleine, Judith Angélique, Jean-Baptiste (devient l'aîné après la mort de Benjamin, devient vicomte de Launois et deuxième marquis de Landreville) et Innocent Hector (second fils, connu comme comte de Landreville, il assurera la descendance des Maillart de Landreville).
Du second mariage, il aura : Anne Gédéon, Pierre Claude et Charles François.
Un tableau représentant le Seigneur de Landreville, Claude-François de Maillart, a été peint par Nicolas de Largillierre vers 1735 .
Un très belle sculpture en bois donné en hommage en 1760 par le roi de Pologne, Stanislas Leszczynski au Marquis de Landreville, se trouve encore aujourd'hui à l'entrée du château de Landreville.
Les armes intactes complètes du Marquis de Landreville sont encore présentes sur la cheminée monumentale de la grande salle du château de Landreville, sur le fronton de la porte d'entrée du château et sur celui de la chapelle familiale dans le cimetière de la commune de Bayonville.